# Нейлбомб
Nailbomb е индъстриъл/траш метъл група.
Тя е страничен проект на бразилския музикант Макс Кавалера (вокалист на Sepultura и Soulfly) и на английския музикант Алекс Нюпорт (от Fudge Tunnel).
Групата записва албум със заглавието Point Blank и го издава чрез Roadrunner Records. Освен него издават и концертния албум Proud to Commit Commercial Suicide. След това групата се разпада.
В студийния албум участват множество гост-музиканти, като Игор Кавалера (брат на Макс Кавалера) И Дино Казарес (мексикански китарист, свирил във Fear Factory). Концертният албум е запис от фестивала „Динамо опън еър“ през 1995 година в гр. Ейндховен, Нидерландия.

## Дискография
Студийни албуми
- Point Blank (1994, Roadrunner, преиздаден през 2004 г. с 6 бонус песни) – UK #62[2].

Албуми на живо
- Proud to Commit Commercial Suicide (1995, Roadrunner)

DVD-та
- Live at Dynamo (DVD, 22 ноември 2005)

Компилации
- The heart of Roadrunner Records (2003, The All Blacks B.V.) (включена е песента Wasting Away)
- To Die For (1995, Columbia Pictures Industries) (включена е песента Wasting Away)